# Carlos Prada Sanmiguel
Carlos Prada Sanmiguel (Floridablanca, Colombia, 27 de diciembre de 1939-Bogotá, Colombia, 16 de agosto de 2013) fue un eclesiástico colombiano de la Iglesia católica. Fue obispo auxiliar de Medellín y por 18 años obispo de la diócesis de Duitama-Sogamoso. Por problemas de salud presentó anticipadamente su renuncia a su cargo a la Santa Sede. 
Estaba retirado y era emérito de Duitama-Sogamoso.

## Biografía

### Primeros años y formación
Nació el 27 de diciembre de 1939 en Floridablanca, Santander, Colombia. Hijo de José de Jesús Prada Serrano y Manuela Sanmiguel Galvis.
Realizó sus estudios de primaria en el Colegio El Divino Niño de Bucaramanga y los de bachillerato en el Instituto Superior “Dámaso Zapata” de Bucaramanga. Realizó los estudios de filosofía en el Seminario Mayor Regional de Pamplona (N.S.) y los de teología en el Seminario Mayor “Santo Tomás de Aquino”- Pamplona. 

### Sacerdocio
Recibió la ordenación sacerdotal de manos del Cardenal Giuseppe Paupini en Bucaramanga el 6 de febrero de 1966.
Fue director espiritual del Seminario Menor de Bucaramanga entre 1966 y 1967. Luego partió para Roma y estudió entre 1968 y 1971 en la Universidad Pontificia Salesiana donde obtuvo la licenciatura en psicopedagogía y en filosofía.
Al regresar a Colombia fue secretariado del Arzobispo de Bucaramanga y Capellán del Colegio de la Presentación entre 1972 y 1974. Fue rector del Seminario Mayor de Bucaramanga entre 1974 y 1985. Desde comienzos de 1986 fue director del Departamento de Seminarios y Vocaciones del Secretariado Permanente del Episcopado Colombiano (SPEC). 

## Episcopado

### Obispo Auxiliar de Medellín
El 22 de enero de 1988, el papa Juan Pablo II lo designó como obispo titular de Baliana y Auxiliar de la Arquidiócesis de Medellín. Recibió la ordenación episcopal de manos del cardenal Alfonso López Trujillo, arzobispo de Medellín, el 20 de febrero de 1988 en la Catedral Metropolitana de Bucaramanga.
En 1990, el cardenal Trujillo, fue nombrado presidente del Pontificio Consejo para la Familia un órgano de la Curia Romana, gobernó la arquidiócesis hasta el 5 de enero de 1991. Monseñor Prada Sanmiguel es nombrado como Administrador Diocesano mientras se nombra un nuevo arzobispo, labor que realizó hasta el 7 de noviembre de 1991 cuando es designado monseñor Héctor Rueda Hernández como nuevo arzobispo de Medellín, y quien se desempeñaba como Arzobispo de Bucaramanga.

### Obispo de Duitama-Sogamoso
El 21 de junio de 1994, monseñor Prada Sanmiguel es nombrado Obispo de la diócesis de Duitama-Sogamoso y tomó posesión de la sede el 30 de julio de ese mismo año. 
Durante su gobierno se organizó pastoralmente de la diócesis, se establecieron 19 parroquias nuevas; se ordenaron de 65 sacerdotes y 14 Diáconos Permanentes. Se construyó el Seminario Mayor Salvator Mundi. Se creó la Ciudadela Juvenil en Nobsa y el Instituto de Laicos. 

### Renuncia
En el 2012, con 72 años y antes de cumplir la edad canónica de retiro, presentó a la Santa Sede la renuncia al gobierno pastoral por problemas de salud y por motivos familiares, la cual fue aceptada el 15 de octubre del mismo año por el papa Benedicto XVI. En los últimos años, sufría de diabetes, y de una grave afección en sus pulmones, además le habían practicado delicadas cirugías, lo que lo empujaron a presentar su dimisión antes de tiempo.

### Fallecimiento
Falleció el 16 de agosto de 2013 en el Hospital San Ignacio de Bogotá a la edad de 73 años. Su funeral fue el domingo 18 de agosto, a las 2:00 p. m.. en la parroquia Cristo Rey de Bogotá.